# Chouvigny
Chouvigny település Franciaországban, Allier megyében. Lakosainak száma 230 fő (2022. január 1.). Chouvigny Ébreuil, Lalizolle, Nades, Saint-Gal-sur-Sioule, Saint-Quintin-sur-Sioule és Servant községekkel határos.

## Népesség
A település népességének változása:
| Lakosok száma | 349  | 255  | 240  | 239  | 220  | 214  | 227  | 231  | 229  | 230  |
|               | 1968 | 1982 | 1990 | 2006 | 2013 | 2015 | 2017 | 2019 | 2020 | 2022 |